# Coniocybaceae
Die Familie der Coniocybaceae stellt nach derzeitigem Forschungsstand (Stand Mai 2018) die einzige Familie der Ordnung der Coniocybales innerhalb der einzigen Klasse der Coniocybomycetes dar.

## Merkmale
Die Coniocybaceae bilden Krustenflechten mit Grünalgen der Gattungen Dictyochloropsis, Stichococcus, Trentepohlia (Alge) oder einem trebouxioiden Photobionten. Viele sind unauffällig, manche Arten aber hell gefärbt. Die Fruchtkörper, die Apothecien, sind gestielt und bilden einen kugeligen bis fast kegeligen Kopf, was dem Fruchtkörper das Aussehen einer Stecknadel gibt. Daher werden diese Arten, aber auch andere Familien wie die Calycidiaceae und Mycocaliciaceae, Stecknadelflechten genannt. Das Excipulum ist schwach bis gut entwickelt, gebildet als Übergang des Stielgewebes. Ein Mazaedium, also die pulverige Masse aus Sporen, Hyphen und Paraphysen, ist immer vorhanden.
Ihre dünnwandigen Schläuche sind zylindrisch, ellipsoid oder unregelmäßig und lösen sich bereits in einem frühen Stadium auf. Sie bilden sich aus Hyphen, die einen Haken besitzen können, und sind einzeln oder in Ketten. Die Sporen sind einfach, kugelig bis ellipsoid und blass bis braun. Sie sind meist unseptiert, selten auch mit ein bis fünf Septen. Sie sind glatt oder mit einem warzigen oder rissigen Ornament. In der Natur sind keine Pyknidien bekannt, nur aus axenischen Kulturen einiger Chaenotheca-Arten
Einfache Nebenfruchtformen sind aus der Kultur, aber auch in der Natur beobachtet worden. Pulvin- und Vulpinsäure oder deren Derivate kommen vor allem in der Rinde (der Pruina), selten auch im Thallus vor. Atranorin, Baeomycesinsäure und Squamatinsäure kommen in manchen Arten vor.

## Ökologie und Verbreitung
Coniocybaceae sind meist Flechtenbildner mit Grünalgen auf trockenem Holz oder ähnlichen Substraten.
Sie sind weitverbreitet.

## Systematik und Taxonomie
Die Familie wurde bereits 1837 von Ludwig Reichenbach beschrieben und wurde wie alle Stecknadelflechten in die Ordnung der Caliciales sensu lato und von unsicherer systematischer Stellung innerhalb der Schlauchpilze gestellt. 2013 zeigten dann Maria Prieto und Mats Wedin, dass die drei Gruppen der Stecknadelflechten Caliciales, Mycocaliciales und die Coniocybaceae systematisch weit auseinanderliegen, und beschrieben daher die Klasse der Coniomycetes mit der einzigen Ordnung Coniocybales und deren einziger Familie Coniocybaceae.  Als Typusgattung wählten sie Coniocybe. Diese gilt aber inzwischen als Synonym zu Chaenotheca. Daher zählen im Moment nur zwei Gattungen zu den Coniocybaceae:
- Chaenotheca
- Sclerophora